# Мронгово (гмина)
Мронгово (пол. Mrągowo) — сельская гмина (волость) в Польше, входит как административная единица в Мронговский повет, Варминьско-Мазурское воеводство. Население — 7451 человек (на 2004 год).

## Демография
| Перепись                       | Всего   | Всего | Женщины | Женщины | Мужчины | Мужчины |
| ------------------------------ | ------- | ----- | ------- | ------- | ------- | ------- |
| Единицы                        | человек | %     | человек | %       | человек | %       |
| Население                      | 7451    | 100   | 3721    | 49,9    | 3730    | 50,1    |
| Плотность населения (чел./км²) | 25,3    | 25,3  | 12,6    | 12,6    | 12,6    | 12,6    |

## Поселения
1. Багенице
2. Багенице-Мале
3. Божа-Вулька
4. Боже
5. Боже-Мале
6. Бродзиково
7. Будзиска
8. Червонки
9. Гонзва
10. Гняздово
11. Грабово
12. Гроново
13. Карве
14. Керштаново
15. Косево
16. Кшиве
17. Лембрук
18. Марцинково
19. Мейски-Ляс
20. Межеево
21. Млыново
22. Мунтово
23. Никутово
24. Нотыст-Малы
25. Нотыст-Вельки
26. Новы-Пробарк
27. Польска-Весь
28. Попово-Саленцке
29. Порембы
30. Пробарк
31. Руска-Весь
32. Рыдвонги
33. Сондры
34. Щежбово
35. Шестно
36. Ужранки
37. Вежбово
38. Вулька-Багновска
39. Вышемборк
40. Залец
41. Завада
42. Жнядово

## Соседние гмины
1. Гмина Кентшин
2. Гмина Миколайки
3. Мронгово
4. Гмина Пецки
5. Гмина Решель
6. Гмина Рын
7. Гмина Сорквиты